# Mbwela
El Mbwela (o ambuela, ...) és una llengua bantu que parlen els mbweles que viuen a les províncies de Benguela i de Cuando Cubango, a Angola. El seu codi ISO 639-3 és mfu i el seu codi al glottolog és mbwe1238. Segons l'ethnologue el 2001 hi havia uns 220.000 parlants de mbwela i segons el joshuaproject n'hi ha 349.000.
El Mbwela es parla a l'est de la província de Benguela i a la província de Cuando Cubango.

## Família lingüística i afinitat amb altres llengües
Forma part de les llengües Chokwe-Luchazis que són llengües bantus del grup K, juntament amb el Nyemba, chokwe, luvale, nyemba mbunda, nyengo, el luimbi, el nyengo, el nkangala, el yauma i el lucazi. Totes elles són llengües bantus centrals. El mbwela forma part del subgrup del ngangela, una nova llengua nacional feta amb la barreja de les llengües chokwe-luchazis.
El mbwela és intel·ligible amb el lucazi, el ngonzela i el nyemba.

## Sociolingüística, estatus i ús de la llengua
El mbwela és una llengua desenvolupada (EGIDS 5); gaudeix d'un ús vigorós per part de persones de totes les edats, té una literatura i una forma estandarditzada, tot i que no és sostenible del tot.